# Leptodrassus simoni
Leptodrassus simoni är en spindelart som beskrevs av Raymond Comte de Dalmas 1919. Leptodrassus simoni ingår i släktet Leptodrassus och familjen plattbuksspindlar. Inga underarter finns listade i Catalogue of Life.